# Les Châtelliers-Notre-Dame
Les Châtelliers-Notre-Dame é uma comuna francesa na região administrativa do Centro, no departamento Eure-et-Loir. Estende-se por uma área de 11,18 km². Em 2010 a comuna tinha 144 habitantes (densidade: 12,9 hab./km²).